# Zythos aphrodite
Zythos aphrodite är en fjärilsart som beskrevs av Louis Beethoven Prout 1932. Zythos aphrodite ingår i släktet Zythos och familjen mätare. Inga underarter finns listade i Catalogue of Life.